# Пам'ятки архітектури національного значення Одеської області
У Одеській області нараховується 71 пам'ятка архітектури національного значення.

## Список
| № п/п                                                   | Найменування пам'ятки                           | Датування           | Місцезнаходження                                                 | Охоронний номер та номер у комплексі |
| ------------------------------------------------------- | ----------------------------------------------- | ------------------- | ---------------------------------------------------------------- | ------------------------------------ |
| м. Одеса                                                |                                                 |                     |                                                                  |                                      |
| 1                                                       | Потьомкінські сходи (мур.)                      | 1837-1842 рр.       | бульв. Приморський                                               | 541                                  |
| 2                                                       | Пам'ятник Рішельє (мур.)                        | 1828 р.             | бульв. Приморський                                               | 542                                  |
| 3                                                       | Будинок Присутствених місць (мур.)              | 1827-1830 рр.       | бульв. Приморський, 7                                            | 543                                  |
| 4                                                       | Готель «Петербурзький» (мур)                    | 1830 р.             | бульв. Приморський, 8                                            | 544                                  |
| 5                                                       | Палац Р. Шидловського (мур.)                    | 1830 р.             | бульв. Приморський, 9                                            | 545                                  |
| 6                                                       | Садиба Воронцова(мур.)                          | 1826-1834 рр.       | пров. Воронцовський, 2                                           |                                      |
| 7                                                       | Воронцовський палац (мур.)                      | 1828 р.             | пров. Воронцовський, 2                                           | 546/1                                |
| 8                                                       | Стайня (мур.)                                   | 1826-1829 рр.       | пров. Воронцовський, 2                                           | 546/2                                |
| 9                                                       | Бельведер (мур.)                                | 1826-1828 рр.       | пров. Воронцовський, 2                                           | 546/3                                |
| 10                                                      | Стара біржа (мур.)                              | 1828-1873 рр.       | пл. Думська, 1                                                   | 547                                  |
| 11                                                      | Будинок Лідерса (мур.)                          | 1820-1830 рр.       | вул. Ланжеронівська, 3                                           | 548                                  |
| 12                                                      | Театр опери та балету (мур.)                    | 1884-1887 рр.       | вул. Ланжеронівська, 8                                           | 549                                  |
| 13                                                      | Лікарня (мур.)                                  | 1804-1820 рр.       | вул. Пастера, 5-7                                                | 550                                  |
| 14                                                      | Палац адмірала Абази (чоловіча гімназія) (мур.) | 1856-1858 рр.       | вул. Пушкінська, 9                                               | 551                                  |
| 15                                                      | Нова біржа (мур.)                               | 1894-1899 рр.       | вул. Пушкінська, 17                                              | 552                                  |
| 16                                                      | Будинок Вучині (мур.)                           | 1847-1849 рр.       | вул. Пушкінська, 19                                              | 553                                  |
| 17                                                      | Палац Потоцького (мур.)                         | 1810, 1828 рр.      | вул. Софіївська, 5-а                                             | 554                                  |
| 18                                                      | Комплекс будинку вчених (мур.)                  | 1830-1897 рр.       | Сабанєєв міст, 4                                                 |                                      |
| 19                                                      | Палац Толстого (мур.)                           | 1830 р.             | Сабанєєв міст, 4                                                 | 555                                  |
| 20                                                      | Картинна галерея (мур.)                         | 1896-1897 рр.       | Сабанєєв міст, 4                                                 |                                      |
| 21                                                      | Сабанські казарми (мур.)                        | 1827 р.             | вул. Канатна, 23                                                 | 556                                  |
| 22                                                      | Особняк Камо (мур.)                             | 1834 р.             | вул. Тираспільська, 4                                            | 557                                  |
| 23                                                      | Аркада карантину з баштою (мур.)                | 1799, 1803-1807 рр. | парк iм. Шевченка                                                | 558                                  |
| 24                                                      | Склади (мур.)                                   | 1810 р.             | узвіз Польський, 2                                               |                                      |
| 25                                                      | Ансамбль Приморського бульвару (мур.)           | 19 ст.              | бульв. Приморський                                               |                                      |
| 26                                                      | Будинок Потоцького (мур.)                       | 1826 р.             | бульв. Приморський, 1                                            | 1458/1                               |
| 27                                                      | Будинок Наришкіна (мур.)                        | 1836 р.             | бульв. Приморський, 2                                            | 1458/2                               |
| 28                                                      | Будинок Марині (мур.)                           | 1824-1826 рр.       | бульв. Приморський, 3                                            | 1458/3                               |
| 29                                                      | Будинок Серато (мур.)                           | 1824-1826 рр.       | бульв. Приморський, 4                                            | 1458/4                               |
| 30                                                      | Прибутковий будинок Лерхе (мур.)                | 1823-1826 рр.       | бульв. Приморський, 5                                            | 150026-Н                             |
| 31                                                      | Будинок Зонтага (мур.)                          | 1826-1827 рр.       | бульв. Приморський, 6                                            | 1458/6                               |
| 32                                                      | Будинок Родоконакі(мур.)                        | 1823-1825 рр.       | бульв. Приморський, 10                                           | 1458/7                               |
| 33                                                      | Готель «Лондонський» (мур.)                     | 1827-1899 рр.       | бульв. Приморський, 11                                           | 1458/8                               |
| 34                                                      | Будинок Золоторьова (мур.)                      | 1820-1872 рр.       | бульв. Приморський, 12                                           | 1458/9                               |
| 35                                                      | Будинок Маюрова (мур.)                          | 1827-1828 рр.       | бульв. Приморський, 13                                           | 1458/10                              |
| 36                                                      | Будинок Магнера (мур.)                          | п.19 ст.-1904 р.    | бульв. Приморський, 14                                           | 1458/11                              |
| 37                                                      | Будинок Фука (мур.)                             | 1828-1846 рр.       | бульв. Приморський, 15                                           | 1458/12                              |
| 38                                                      | Грецька церква Св. Трійці (мур.)                | 1808, 1908 рр.      | вул. Катерининська, 55                                           | 150025-Н                             |
| 39                                                      | Палац Гагаріна (мур.)                           | 1842-1850 рр.       | вул. Ланжеронівська, 2                                           | 1460                                 |
| 40                                                      | Будинок археологічного музею (мур.)             | 1882-1883 рр.       | вул. Ланжеронівська, 4                                           | 1461                                 |
| 41                                                      | Будинок Англійського клубу (мур.)               | 1841 р.             | вул. Ланжеронівська, 6                                           | 1462                                 |
| 42                                                      | Лютеранська церква Св. Павла (мур.)             | 1897 р.             | вул. Новосельського, 68                                          | 1463                                 |
| 43                                                      | Міська публічна бібліотека (мур.)               | 1904-1906 рр.       | вул. Пастера, 13                                                 | 1464                                 |
| 44                                                      | Будинок Боффо (мур.)                            | 1844 р.             | пров. Чайковського, 8                                            | 1465                                 |
| Білгород-Дністровський район. м. Білгород-Дністровський |                                                 |                     |                                                                  |                                      |
| 45                                                      | Аккерманська фортеця (мур.)                     | 15 ст.              | вул. Адмірала Ушакова                                            | 560                                  |
| 46                                                      | Генуезький замок (мур.)                         | 15 ст.              | вул. Адмірала Ушакова                                            | 560/1                                |
| 47                                                      | Брами, башти та мури(мур.)                      | 15 ст.              | вул. Адмірала Ушакова                                            | 560/2                                |
| 48                                                      | Вірменська церква Богородиці (мур.)             | 13-14 ст.           | вул. Кутузова, 1                                                 | 561                                  |
| 49                                                      | Грецька церква (мур.)                           | к.15-п.16 ст.       | вул. Грецька, 13                                                 | 562                                  |
| 50                                                      | Михайлівська церква та дзвіниця (мур.)          | 1837 р.             | с. Крутоярівка                                                   |                                      |
| Біляївський район                                       |                                                 |                     |                                                                  |                                      |
| 51                                                      | Вознесенська церква (мур.)                      | 1826 р.             | с. Нерубайське                                                   | 569                                  |
| 52                                                      | Різдво-Богородична церква (мур.)                | 1822 р.             | с. Усатове                                                       | 570                                  |
| Болградський район. м. Болград                          |                                                 |                     |                                                                  |                                      |
| 53                                                      | Мавзолей Інзова (мур.)                          | 1825 р.             | Міське православне кладовище                                     | 571                                  |
| 54                                                      | Преображенський собор (мур.)                    | 1838 р.             | пл. 28 червня, сквер (перетин пр-ту Соборного і вул. Шпитальної) | 572                                  |
| 55                                                      | Миколаївська церква (мур.)                      | 1871 р.             | просп. Соборний, ріг вул. Болгарських ополченців і Варненської   | 1470                                 |
| Ізмаїльський район. м. Ізмаїл                           |                                                 |                     |                                                                  |                                      |
| 56                                                      | Мала мечеть (мур.)                              | 15-16 ст.           | фортеця                                                          | 563                                  |
| 57                                                      | Церква Різдва (мур.)                            | 1823 р.             | вул. Кутузова, 24                                                | 564                                  |
| 58                                                      | Покровський собор (мур.)                        | 1822-1836 рр.       | просп. Суворова                                                  | 565                                  |
| 59                                                      | Свято-Миколаївська церква (мур.)                | 1833 р.             | вул. Свято-Нікольська,124                                        | 1467                                 |
| 60                                                      | Успенська церква (мур.)                         | 1841 р.             | фортеця                                                          | 1468                                 |
| 61                                                      | Миколаївська церква (мур.)                      | 1852 р.             | фортеця                                                          | 1469                                 |
| 62                                                      | Успенська церква (мур.)                         | 1841 р.             | с. Кирнички                                                      | 573                                  |
| 63                                                      | Введенська церква (мур.)                        | п.19 ст.            | с. Нова Некрасівка                                               | 1471                                 |
| 64                                                      | Дзвіниця церкви Іоанна Богослова (мур.)         | 1823 р.             | с. Нова Некрасівка                                               | 574                                  |
| Кілійський район                                        |                                                 |                     |                                                                  |                                      |
| 65                                                      | Миколаївська церква та дзвіниця (мур.)          | 1485-1891 рр.       | м. Кілія                                                         | 566                                  |
| Лиманський район                                        |                                                 |                     |                                                                  |                                      |
| 66                                                      | Садиба (мур.)                                   | 1820-1892 рр.       | смт. Петрівка                                                    | 575                                  |
| 67                                                      | Палац (мур.)                                    | 1810-1892 рр.       | смт. Курісове                                                    |                                      |
| 68                                                      | Господарський флігель (мур.)                    | 19 ст.              | смт. Курісове                                                    |                                      |
| 69                                                      | Парк                                            | 19 ст.              | смт. Курісове                                                    |                                      |
| Подільський район                                       |                                                 |                     |                                                                  |                                      |
| 70                                                      | Михайлівська церква (мур.)                      | 1807 р.             | с. Липецьке                                                      | 576                                  |
| 71                                                      | Дзвіниця Михайлівської церкви (мур.)            | 1807 р.             | с. Липецьке                                                      | 576                                  |